# Rezervația Stara Reka
Stara Reka (în bulgară Стара река, transliterat: Stara reka, în traducere „Râul vechi”) este una dintre cele nouă rezervații naturale din Parcul Național Balcanii Centrali, situat în centrul Bulgariei. Această rezervație a fost înființată la 19 martie 1981 pentru a proteja ecosistemele unice ale Munților Balcani. Ea se întinde pe o suprafață de 1974,7 hectare sau 19,747 km2.

## Geografie
Rezervația este situată la câțiva kilometri nord de orașul Karlovo, în partea de nord a regiunii Plovdiv. Ea se află pe versanții sudici ai Munților Balcani și se întinde de la Vârful Levski⁠(d) (2166 m) și Vârful Goleam Kupen⁠(d) (2169 m) de pe creasta principală a lanțului muntos către sud de-a lungul văii râului Stara Reka⁠(d) și afluenților săi.
Altitudinea rezervației variază între 1000 și 2169 m. Versanții sudici ai Munților Balcani au o climă mai blândă, cu un strat de zăpadă care durează în medie 120 de zile anual. Tipurile de sol sunt diverse, de la solurile de fâneață montană în zonele cele mai înalte până la solurile brune de pădure la altitudini mai mici.

## Floră
Habitatele forestiere din Rezervația Stara Reka includ de obicei patru până la cinci specii de arbori. Cele mai joase părți ale rezervației sunt acoperite de stejar (Quercus petraea), fag european (Fagus sylvatica), mojdrean sud-european (Fraxinus ornus), carpen negru european (Ostrya carpinifolia⁠(d)) și cărpiniță (Carpinus orientalis⁠(d)). Pădurile mixte de fag și brad, amestecate cu jugastru (Acer campestre), arțar grecesc (Acer heldreichii⁠(d)) și mesteacăn alb (Betula pendula), cresc la altitudini mai mari. Pădurile de molid (Picea abies) cresc la cele mai înalte altitudini.
Stara Reka este bogată în specii rare. 45 de specii floristice sunt enumerate în Cartea Roșie a Bulgariei, dintre care 20 sunt endemice acestei țări, precum Primula frondosa⁠(d), Centaurea kerneriana, Campanula trojanensis, Stachys alpina etc.

## Faună
Rezervația Stara Reka conține cea mai vestică populație de capre negre, care poate fi întâlnită de-a lungul versanților sudici ai Munților Balcani. Ea este, de asemenea, un habitat important pentru ursul brun, lupul cenușiu, pisica sălbatică, jderul de copac și vidra de râu eurasiatică.
Avifauna este reprezentată de numeroase specii de păsări răpitoare precum acvila de câmp, acvila de munte, acvila mică⁠(d), șorecarul mare, viesparul european, uliul porumbar, uliul păsărar, șoimul dunărean, șoimul călător și buha. Alte păsări care trebuie protejate sunt ierunca, ciocănitoarea cu spate alb, ciocănitoarea neagră etc.

## Galerie

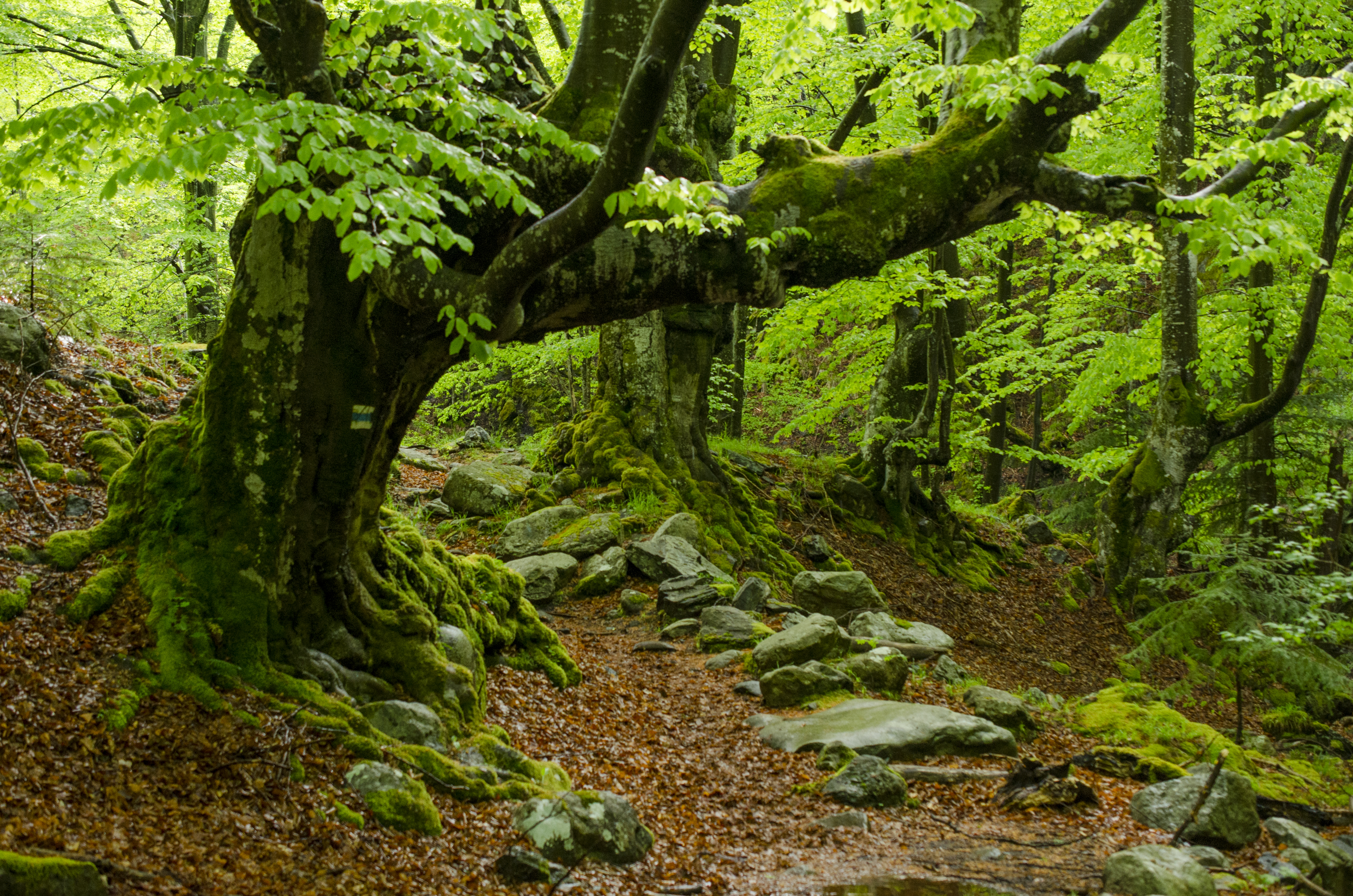
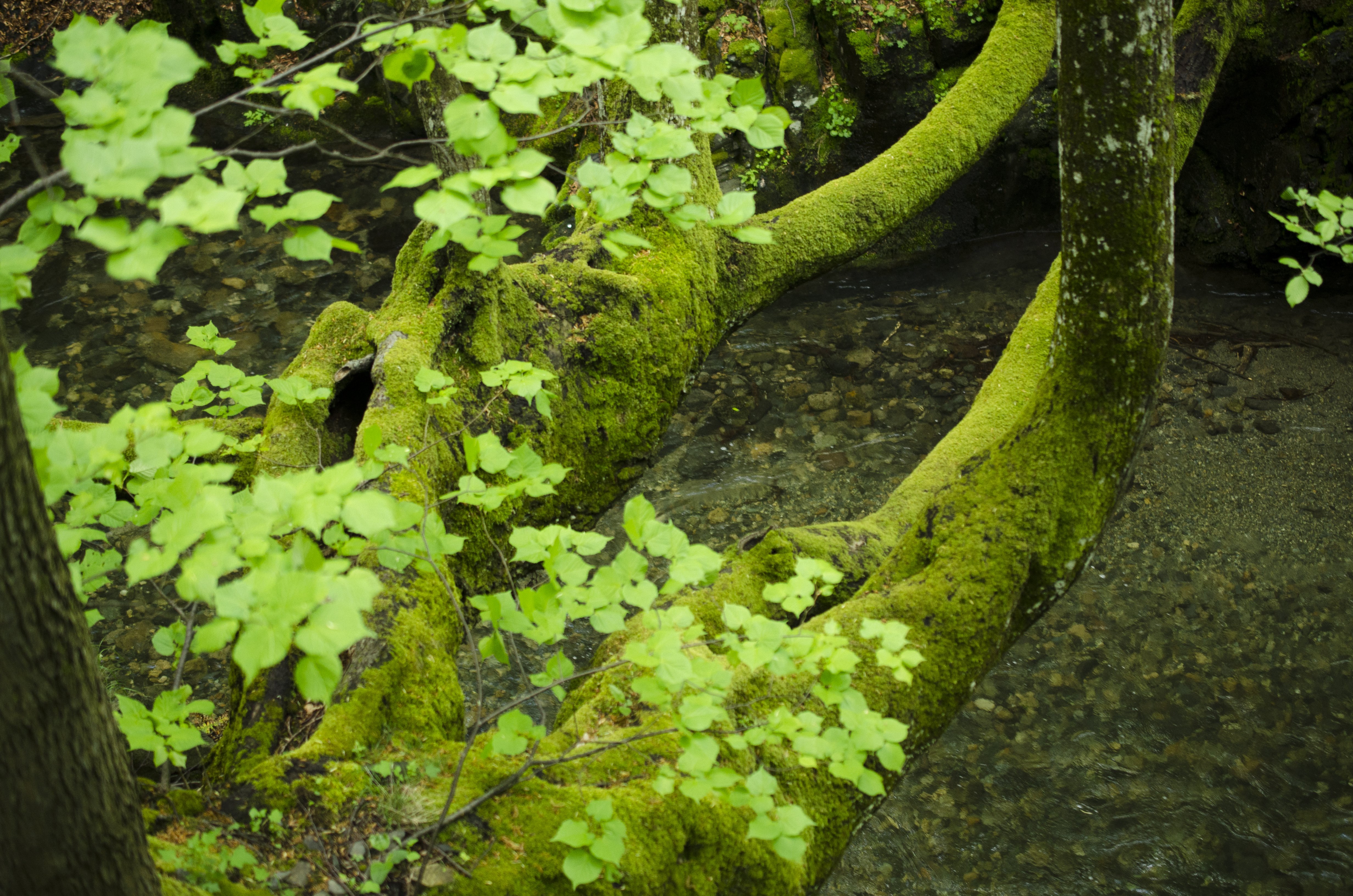
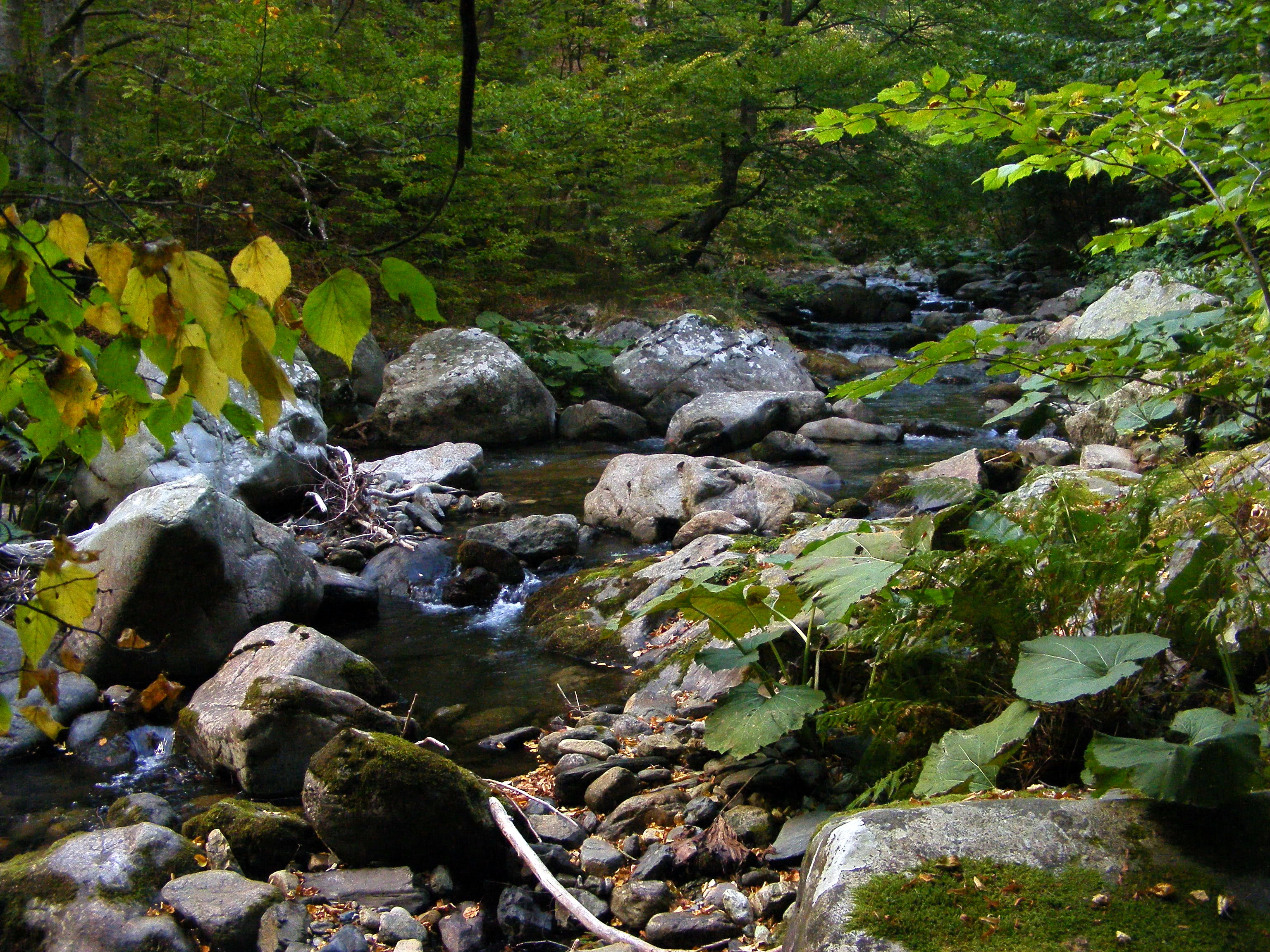
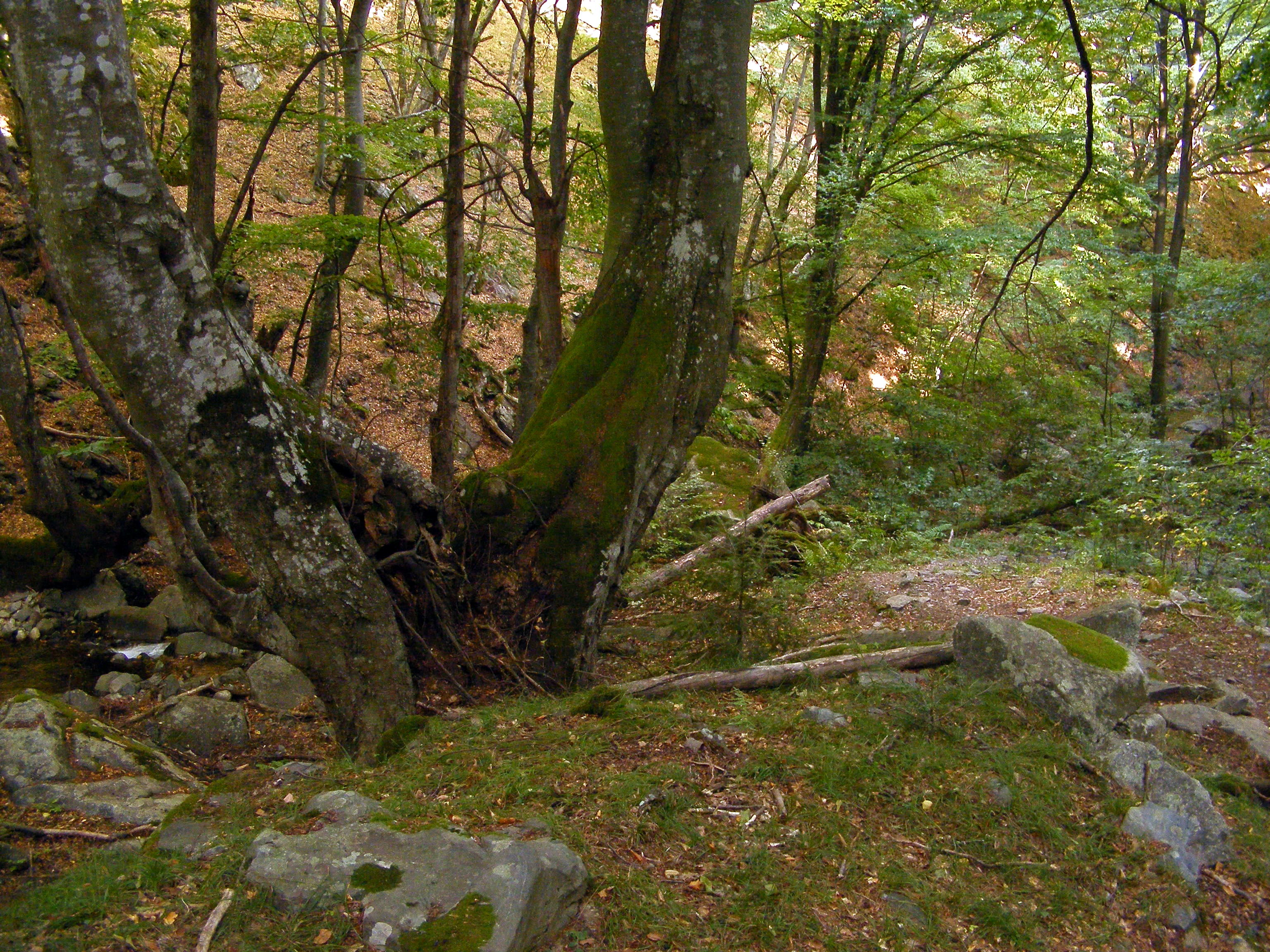
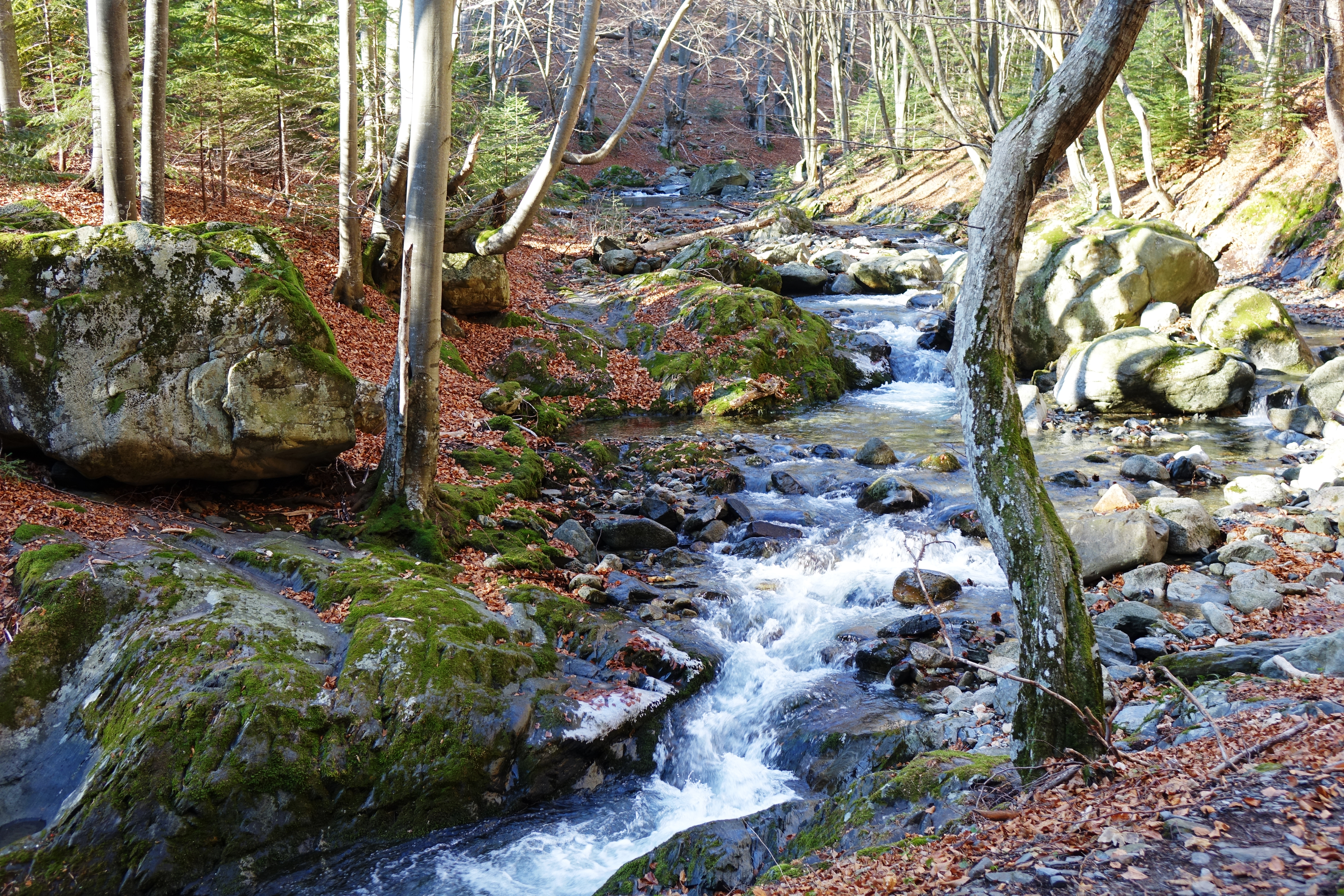